# Lily Carlstedt
Lily Marie Louise Carlstedt-Kelsby (Søllerød, 5 marzo 1926 – Vallensbæk, 14 giugno 2002) è stata una giavellottista danese.
Nel 1948 prese parte ai Giochi olimpici di Londra, conquistando la medaglia di bronzo con la misura di 42,08 m. Quattro anni dopo si ripresentò ai Giochi di Helsinki 1952, ma si posizionò quinta, sebbene, con un lancio da 46,23 m, fosse riuscita a superare di quasi un metro il precedente record olimpico, che fu però notevolmente migliorato nella stessa gara dalla cecoslovacca Dana Zátopková, che vinse la medaglia d'oro.

## Palmarès
| Anno | Manifestazione  | Sede     | Evento                 | Risultato | Prestazione | Note                          |
| ---- | --------------- | -------- | ---------------------- | --------- | ----------- | ----------------------------- |
| 1948 | Giochi olimpici | Londra   | Lancio del giavellotto | Bronzo    | 42,08 m     |                               |
| 1952 | Giochi olimpici | Helsinki | Lancio del giavellotto | 5ª        | 46,23 m     | Miglior prestazione personale |